# Нововодяное (Донецкая область)
Нововодяно́е (укр. Нововодяне) — село на Украине, находится в Добропольском районе Донецкой области.
Код КОАТУУ — 1422085501. Население по переписи 2001 года составляет 449 человек. Почтовый индекс — 85017. Телефонный код — 6277.

## Адрес местного совета
85017, Донецкая область, Добропольский р-н, с. Нововодяное, ул. Донецька, 1, 2-25-14